# Lissoeme maculata
Lissoeme maculata är en skalbaggsart som beskrevs av Martins och Maria Helena M. Galileo 1998. Lissoeme maculata ingår i släktet Lissoeme och familjen långhorningar. Inga underarter finns listade i Catalogue of Life.